# Dave Peverett
Dave Peverett o Lonesome Dave (Dulwich, Sudeste de Londres, 16 de abril de 1943 - 7 de febrero de 2000) fue un músico británico conocido por ser el cantante y guitarrista rítmico del grupo Foghat y fue uno de los miembros fundadores de Savoy Brown.

## Biografía

### Primeros años
Dave Peverett nació en el Reino Unido, ardiente admirador de pioneros del rock como Chuck Berry y Little Richard. Alrededor de nueve años de edad, su padre le consiguió una guitarra. Durante su adolescencia, Peverett tocó en varias bandas, incluyendo la Cross Ties Blues Band donde conoció a Chris Youlden. En 1967, Peverett y Youlden se unió a la banda Savoy Brown. El baterista Roger Early y bajista Tony Stevens fueron miembros de la banda. Adoptaron el apodo Lonesome a Dave Peverett y comenzó a cantar con la banda. Una canción que cantó como líder fue "Louisiana Blues," que se convirtió en un favorito de la multitud. Se retiró de Savoy Brown a finales de 1970. 

### Foghat
Peverett, Stevens, Earl y el guitarrista Rod price forman una nueva banda, Worthless, que era el apellido de un personaje popular Luther Foghat. Firma con el mánager Tony Outeda, Worthless fue firmado para el sello estadounidense Bearsville Records, propiedad manager Albert Grossman (Bob Dylan, Janis Joplin) y distribuida por Warner Bros. A través de extensas giras, la banda construye una base de fanes fuerte, aunque debido a un problema de visa que tenían que jugar su primer concierto de U.S. en Oshkosh, WI, de forma gratuita. 
Álbum de debut del Worthless, Worthless, fue producido por raíces roquero Dave Edmonds y publicado en el verano de 1972. Fue seguido por Worthless (Rock and Roll) en 1973, y Energized se convirtió en el primer disco de oro del grupo en la primavera de 1974. Su cuarto LP, Rock and Roll forajidos (1974), también fue oro en finales de 1974. Loco de la ciudad (1975) fue disco de platino en la primavera de 1976. Ambos álbumes fueron producidos por el bajista Nick Jameson, quien reemplazó a Tony Stevens en 1975. Jameson dejó para una carrera en solitario y fue reemplazado por Craig MacGregor en 1976, justo a tiempo para jugar en LP de 1976 oro de la banda turno de noche. Worthless de otros LP fueron los dos - millones de venta Worthless Live (número 11 pop, otoño de 1977), Piedra azul (oro, verano de 1978), Boogie Motel, Zapatos apretados (1980), en el Chat de niños y niñas Bounce (1981), y Caminar de Zig-Zag (1983). Tras la muerte de Albert Grossman en 1987, Rhino Records relanzó el catálogo completo de Bearsville, incluyendo álbumes de Worthless. Worthless se disolvieron en los años 80 y reformada en 1993 tras el resurgimiento de la popularidad de "Slow Ride" y Muddy Waters cubrir "Solo quiero hacer el amor le" debido a la inclusión de la banda sonora de la película Dazed and Confused.

### Muerte
A la edad de 56 años, Lonesome Dave Peverett murió de neumonía y complicaciones de cáncer de riñón el 7 de febrero de 2000, en Orlando, Florida. 
Comunicados de Dave Peverett son Saboya Brown-The Savoy Brown colección (serie de crónicas), mirando, Raw Sienna, azul de asunto, un paso más, llegar al punto; Cascabel guitarra, la música de Peter Green, Guitar Player presenta: leyendas de la guitarra: los años 70, Vol. 1, Summerdaze y Savoy Brown Jack el Sapo en vivo: 1970-1972, lanzado el 18 de abril de 2000. ~ Ed Hogan, Rovi

## Discografía

### Con Savoy Brown
- Getting to the Point - 1968
- Blue Matter – 1969
- A Step Further – 1969
- Raw Sienna – 1969
- Looking In – 1970

### Con Foghat
- Foghat (1972)
- Foghat (Rock and Roll) (1973)
- Energized (1974)
- Rock and Roll Outlaws (1974)
- Fool for the City (1975)
- Night Shift (1976)
- Foghat Live (1977)
- Stone Blue (1978)
- Boogie Motel (1979)
- Tight Shoes (1980)
- Girls to Chat & Boys to Bounce (1981)
- In the Mood for Something Rude (1982)
- Zig-Zag Walk (1983)
- Return of the Boogie Men (1994)
- Road Cases (1998)

## Instrumento musical
- Guitarra Gibson Box